# Physocephala nigra
Physocephala nigra là một loài ruồi thuộc chi Physocephala trong họ Conopidae. Their larvae are endoparasites of bumble bees thuộc chi Bombus.